# Nagarpur
Nagarpur è un sottodistretto (upazila) del Bangladesh situato nel distretto di Tangail, divisione di Dacca. Si estende su una superficie di 262,7 km² e conta una popolazione di 288.092 abitanti (dato censimento 1991).